# Schloß Rötteln und Umgebung
Schloß Rötteln und Umgebung ist ein Landschaftsschutzgebiet im Landkreis Lörrach in Baden-Württemberg.

## Lage und Beschreibung
Das heute noch rund 51 Hektar große Landschaftsschutzgebiet rund um die Burg Rötteln liegt nördlich der Lörracher Kernstadt und westlich des Stadtteils Haagen. Es entstand durch Verordnung des damaligen Bezirksamts Lörrach zum Schutze von Landschaftsteilen in den Gemarkungen Lörrach und Haagen vom 18. Februar 1938. Die geschützte Fläche war seinerzeit größer und umfasste auch Bereiche südlich der Autobahn. 
Das Schutzgebiet bildet nördlich der A 98 nur durch die Autobahn getrennt die natürliche Fortsetzung des LSG Tüllinger Berg. Es gehört zum Naturraum 201-Markgräfler Hügelland innerhalb der naturräumlichen Haupteinheit 20-Südliches Oberrheintiefland.

## Schutzzweck
Wesentlicher Schutzzweck des Landschaftsschutzgebiets ist die Sicherung eines wichtigen Naherholungsgebietes durch Erhaltung eines in seinen Grundzügen noch unverletzten Landschaftsbildes mit charakteristischen Landschaftsformen in landschaftlich hervorragender Lage und Umgebung (besonders Baumgärten, Gebüsch, Wiesen, Waldrand).